# Wonderous Stories
Wonderous Stories ist ein Song der englischen Band Yes, der im September 1977 als erste Single aus ihrem achten Studioalbum Going for the One veröffentlicht wurde. Er wurde vom Sänger Jon Anderson geschrieben. Der Song erreichte Platz 7 der britischen Singlecharts.

## Aufnahme
Im Oktober 1976 hatte sich Yes in die Mountain Studios in Montreux in der Schweiz zurückgezogen, um ihr achtes Studioalbum Going for the One (1977) aufzunehmen. Wonderous Stories wurde von Jon Anderson geschrieben und von der Gruppe entwickelt.
Zu Beginn der Aufnahmen wurde Patrick Moraz gezwungen, die Band zu verlassen, nachdem die Gruppe den früheren Keyboarder Rick Wakeman eingeladen hatte, auf dem Album zu spielen. Ein Demoaufnahme mit frühen Versionen von Wonderous Stories und Going for the One wurde an Wakeman geschickt; ihm gefiel die Richtung der Songs und erklärte er sich bereit, in die Schweiz zu reisen und der Band wieder beizutreten. Wonderous Stories wurde von der Band gemeinsam produziert.

## Musik und Text

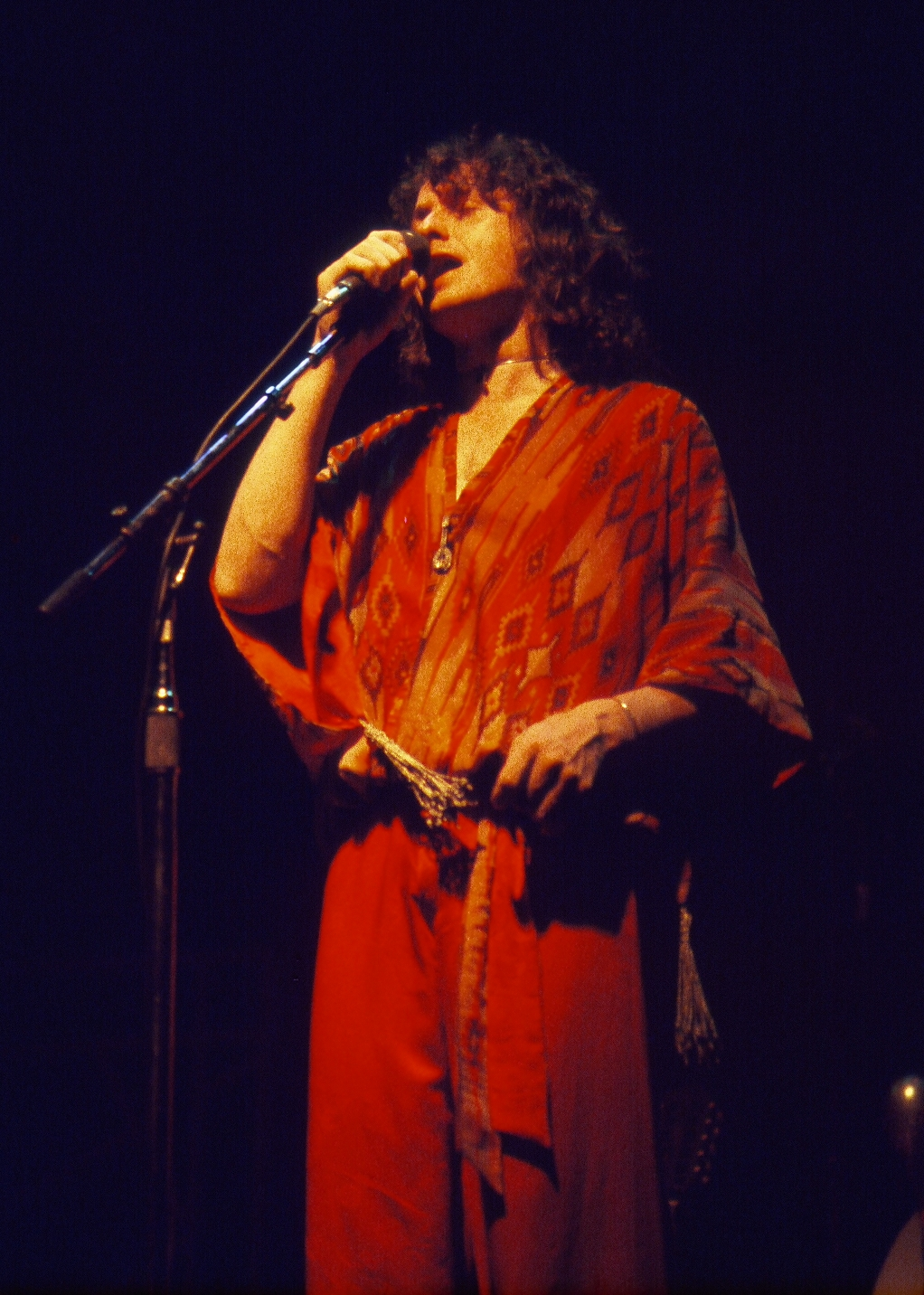
Jon Anderson (1977)

Anderson schrieb das Lied „eines wunderschönen Tages“ während des Aufenthalts in Montreux, „einer dieser Tage, an die man sich noch Jahre später erinnern möchte“; in diesem Moment fielen ihm die Worte „wonderous stories“ ein, die er später für den Text des Liedes verwendete. Er bezeichnete die Bedeutung des Liedes als „die Freuden des Lebens, im Gegensatz zur Verklemmtheit einiger Aspekte des Lebens“, die von romantischen Geschichten und „einer Art Traumsequenz“ inspiriert wurde.
Steve Howe bemerkte, dass Anderson den Song während seiner „Renaissance-Periode“ schrieb. In dem Song spielt Howe eine zwölfsaitige Portugiesische Gitarre und am Ende des Song eine E-Gitarres. Rick Wakeman spielt einen Polymoog, einen mehrstimmigen analogen Synthesizer. Alan White steuerte die Idee bei, Schlagzeug und Bass auf ungeraden Beats zu spielen.

## Rezeption
Der Song gilt als „Pop-Moment“ von Yes und als deutliche Abkehr von den weniger zugänglichen vorangegangenen beiden Alben, was die Hörerbasis erweiterte. In einer rückblickenden Rezension für AllMusic hielt Ross Boissoneau den Song zusammen mit Turn of the Century, einem anderen Stück von Going for the One, für „schöne Balladen, wie sie nur Yes machen können“. Der Kritiker Martin Popoff lobte den Song ebenfalls und nannte ihn „vielleicht die schönste Yes-Komposition der ruhigen Art, ein engelsgleiches akustisches Stück Spaß, dessen trügerisches, einfaches Arrangement viele hart erkämpfte Schätze birgt“. Der Kritiker und Band-Biograf Chris Welch beschrieb „Wonderous Stories“ als ein „zufälliges“ Stück, „entspannt und melodisch“, das die Gruppe „fliegen lässt, ohne sich wirklich anzustrengen“.  Der Autor Bill Martin hob Andersons und Squires Harmoniegesang als Höhepunkt des Songs hervor und Cashbox meinte, dass „die Melodien, die Jon Andersons klare, schwebende Stimme ausspinnt, unwiderstehlich sind, während alle Instrumentalteile, insbesondere Chris Squires geschmackvolle Basslinien, den Sound solide verankern“.
Yes-Keyboarder Geoff Downes bezeichnete das Stück als einen der „versteckten Juwelen“ von Yes, und Bassist Billy Sherwood zählt es zu seinen Lieblingsstücken der Band.

## Besetzung
- Jon Anderson – Gesang
- Steve Howe – Zwölfseitige Portugiesische Gitarre und E-Gitarre, Hintergrundgesang
- Chris Squire – Bassgitarre, Hintergrundgesang
- Rick Wakeman – Polymoog Synthesizer
- Alan White – Schlagzeug